# 尚貝龍峰

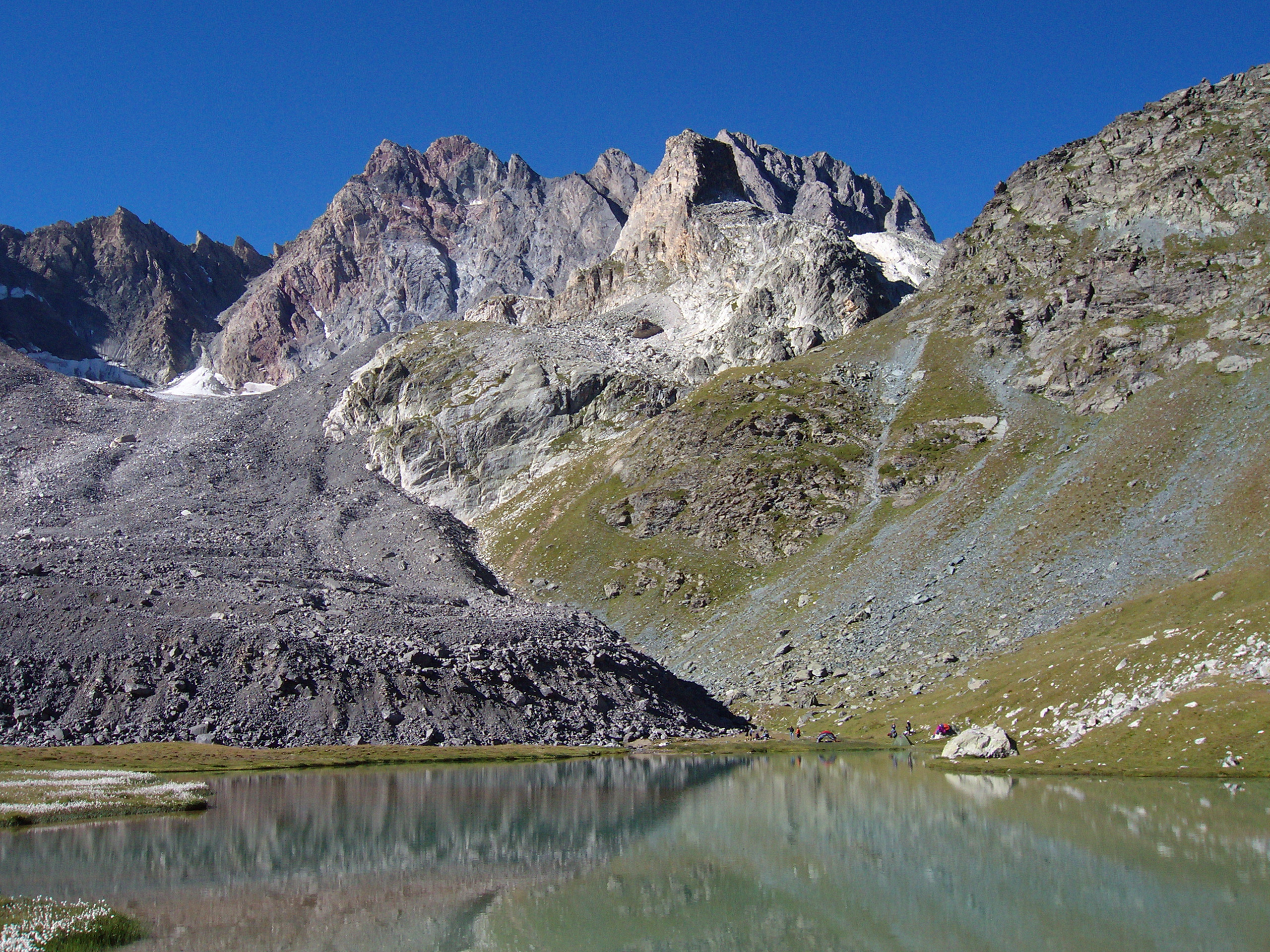

44°32′51″N 6°51′22″E / 44.54750°N 6.85611°E
尚貝龍峰（法語：Aiguille de Chambeyron），是法國的山峰，位於該國東南部，由普羅旺斯-阿爾卑斯-蔚藍海岸大區負責管轄，屬於科蒂安阿爾卑斯山脈的一部分，海拔高度3,412米，人類在1879年首次登頂。